# Jeff Hephner
Jeffrey Lane Hephner, conocido como Jeff Hephner (22 de junio de 1975), es un actor estadounidense. 
Es conocido por su personaje de Matt Ramsey en la serie The O.C. de la cadena FOX y el de Red Raymond en Hellcats transmitida por The CW.

## Biografía
Jeff Hephner nació el 22 de junio de 1975, hijo de Tom y Patti Hephner; creció en un pueblo pequeño llamado Sand Creek, en Adrian (Míchigan), donde posteriormente se graduaría en la Sand Creek High School.

## Carrera

### Cine
| Año  | Película                                                               | Personaje         | Director           | Notas               |
| ---- | ---------------------------------------------------------------------- | ----------------- | ------------------ | ------------------- |
| 2014 | Interstellar                                                           | Doctor            | Christopher Nolan  |                     |
| 2014 | Free Ride                                                              | --                | Shana Sosin        | posproducción       |
| 2010 | The 19th Wife                                                          | Hiram             | Rod Holcomb        | película televisiva |
| 2008 | Shoot First and Pray You Live (Because Luck Has Nothing to Do with It) | Red Pierre        | Lance Doty         |                     |
| 2006 | The Water Is Wide                                                      | Pat Conroy        | John Kent Harrison | película televisiva |
| 2006 | The Wedding Album                                                      | Jake              | Andy Tennant       | película televisiva |
| 2006 | Capitol Law                                                            | Jason             | Danny Cannon       |                     |
| 2002 | Maid in Manhattan                                                      | Harold (camarero) | Wayne Wang         |                     |
| 2002 | The Outlands                                                           | Adam              | Jon Simpson        |                     |
| 2000 | Tigerland                                                              | McManus           | Joel Schumacher    |                     |

### Televisión
| Año       | Programa                       | Personaje                 | Notas         |
| --------- | ------------------------------ | ------------------------- | ------------- |
| 2016-     | Chicago Med                    | Jeff Clarke               |               |
| 2013-2014 | Chicago Fire                   | Jeff Clarke               |               |
| 2011      | Boss                           | Alex Zajac/Ben Zajac      |               |
| 2011      | Hellcats                       | Red Raymond               |               |
| 2011      | Castle                         | Edmund/Zalman Drake       |               |
| 2010      | Drop Dead Diva                 | Jack Bryant               |               |
| 2010      | Ghost Whisperer                | Alex                      |               |
| 2010      | Private Practice               | Jerry                     |               |
| 2010      | NCIS                           | Comandante Peter Sheridan |               |
| 2009      | Mercy                          | Pete Boswick              |               |
| 2009      | CSI: Crime Scene Investigation | Wayne Smith               |               |
| 2009      | Easy Money                     | Morgan Buffkin            |               |
| 2008      | Cold Case                      | David Nelson              |               |
| 2008      | House M.D.                     | Seth                      |               |
| 2008      | Nip/Tuck                       | Kyle Ainge                |               |
| 2007      | Without a Trace                | Roy                       |               |
| 2007      | CSI: Miami                     | Keith Reynolds            |               |
| 2006      | The O.C.                       | Matt Ramsey               |               |
| 2005      | Criminal Minds                 | --                        | sin acreditar |
| 2005      | Law & Order: Criminal Intent   | Michael Pike              |               |
| 2004      | The Jury                       | Keenan O'Brien            |               |